# Општина Николас Ромеро (Мексико)
Николас Ромеро (шп. Nicolás Romero) општина је у Мексику у савезној држави Мексико. Општина се налази на надморској висини од 2387 м.

## Становништво
Према подацима из 2010. у општини је живело 366602 становника.

### Хронологија
| Година       | 2000                     | 2005                     | 2010                     |
| ------------ | ------------------------ | ------------------------ | ------------------------ |
| Становништво | 269546 (133318 / 136228) | 306516 (150585 / 155931) | 366602 (180139 / 186463) |

### Попис
| \| \| м \| \| \| ж \| \| 0—2 \| 10.186 \| \| \| 9.897 \| \| 3—5 \| 11.192 \| \| \| 11.038 \| \| 6—11 \| 22.654 \| \| \| 21.690 \| \| 12—14 \| 10.477 \| \| \| 10.027 \| \| 15—17 \| 10.626 \| \| \| 10.299 \| \| 18—24 \| 23.687 \| \| \| 23.871 \| \| 60+ \| 11.038 \| \| \| 12.293 \| \| Просек : \| 28,2 \| \| \| 29,2 \| |        |  |  |        |
| |        |  |  |        |
| | м      |  |  | ж      |
| 0—2 | 10.186 |  |  | 9.897  |
| 3—5 | 11.192 |  |  | 11.038 |
| 6—11 | 22.654 |  |  | 21.690 |
| 12—14 | 10.477 |  |  | 10.027 |
| 15—17 | 10.626 |  |  | 10.299 |
| 18—24 | 23.687 |  |  | 23.871 |
| 60+ | 11.038 |  |  | 12.293 |
| Просек : | 28,2   |  |  | 29,2   |

| #   | Индикатор                                                                                        | Вредност |
| --- | ------------------------------------------------------------------------------------------------ | -------- |
| 1   | Становништво од 0 до 2 године                                                                    | 20083    |
| 2   | Мушко становништво од 0 до 2 године                                                              | 10186    |
| 3   | Женско становништво од 0 до 2 године                                                             | 9897     |
| 4   | Становништво са 3 и више година                                                                  | 343289   |
| 5   | Мушко становништво са 3 и више година                                                            | 168336   |
| 6   | Женско становништво са 3 и више година                                                           | 174953   |
| 7   | Становништво са 5 и више година                                                                  | 328477   |
| 8   | Мушко становништво са 5 и више година                                                            | 160892   |
| 9   | Женско становништво са 5 и више година                                                           | 167585   |
| 10  | Становништво са 12 и више година                                                                 | 276715   |
| 11  | Мушко становништво са 12 и више година                                                           | 134490   |
| 12  | Женско становништво са 12 и више година                                                          | 142225   |
| 13  | Становништво са 15 и више година                                                                 | 256211   |
| 14  | Мушко становништво са 15 и више година                                                           | 124013   |
| 15  | Женско становништво са 15 и више година                                                          | 132198   |
| 16  | Становништво са 18 и више година                                                                 | 235286   |
| 17  | Мушко становништво са 18 и више година                                                           | 113387   |
| 18  | Женско становништво са 18 и више година                                                          | 121899   |
| 19  | Становништво од 3 до 5 година                                                                    | 22230    |
| 20  | Мушко становништво од 3 до 5 година                                                              | 11192    |
| 21  | Женско становништво од 3 до 5 година                                                             | 11038    |
| 22  | Становништво од 6 до 11 година                                                                   | 44344    |
| 23  | Мушко становништво од 6 до 11 година                                                             | 22654    |
| 24  | Женско становништво од 6 до 11 година                                                            | 21690    |
| 25  | Становништво од 8 до 14 година                                                                   | 50070    |
| 26  | Мушко становништво од 8 до 14 година                                                             | 25598    |
| 27  | Женско становништво од 8 до 14 година                                                            | 24472    |
| 28  | Становништво од 12 до 14 година                                                                  | 20504    |
| 29  | Мушко становништво од 12 до 14 година                                                            | 10477    |
| 30  | Женско становништво од 12 до 14 година                                                           | 10027    |
| 31  | Становништво од 15 до 17 година                                                                  | 20925    |
| 32  | Мушко становништво од 15 до 17 година                                                            | 10626    |
| 33  | Женско становништво од 15 до 17 година                                                           | 10299    |
| 34  | Становништво од 18 до 24 године                                                                  | 47558    |
| 35  | Мушко становништво од 18 до 24 године                                                            | 23687    |
| 36  | Женско становништво од 18 до 24 године                                                           | 23871    |
| 37  | Женско становништво од 15 до 49 година                                                           | 105892   |
| 38  | Становништво са 60 и више година                                                                 | 23331    |
| 39  | Мушко становништво са 60 и више година                                                           | 11038    |
| 40  | Женско становништво са 60 и више година                                                          | 12293    |
| 41  | Однос између мушкараца и жена                                                                    | 96.61    |
| 42  | Становништво од нуле до 14 година                                                                | 107161   |
| 43  | Становништво од 15 до 64 године                                                                  | 241435   |
| 44  | Становништво од 65 година и више                                                                 | 14776    |
| 45  | Просечан број деце                                                                               | 2.15     |
| 46  | Становништво рођено у ентитету                                                                   | 246339   |
| 47  | Мушко становништво рођено у ентитету                                                             | 122247   |
| 48  | Женско становништво рођено у ентитету                                                            | 124092   |
| 49  | Становништво рођено у другом ентитету                                                            | 115983   |
| 50  | Мушко становништво рођено у другом ентитету                                                      | 55769    |
| 51  | Женско становништво рођено у другом ентитету                                                     | 60214    |
| 52  | Становништво од 5 година и више резидентно у ентитету у јуну 2005. године                        | 317766   |
| 53  | Мушко становништво старосног доба од 5 година и више, резидентно у ентитету у јуну 2005. године  | 155411   |
| 54  | Женско становништво старосног доба од 5 и више година, резидентно у ентитету у јуну 2005. године | 162355   |
| 55  | Становништво од 5 година и више које је живело у другом ентитету у јуну 2005. године             | 8182     |
| 56  | Мушко становништво старије од 5 година које је живело у другом ентитету у јуну 2005. године      | 3980     |
| 57  | Женско становништво старије од 5 година које је живело у другом ентитету у јуну 2005. године     | 4202     |
| 58  | Становништво од 3 године и више које говори аутохтони језик                                      | 6840     |
| 59  | Мушко становништво старо 3 године и више које говори аутохтони језик                             | 3363     |
| 60  | Женско становништво старо 3 године и више које говори аутохтони језик                            | 3477     |
| 61  | Становништво од 3 године и више које говори аутохтони језик и не говори шпански језик            | 31       |
| 62  | Мушко становништво старо 3 године и више које говори аутохтони језик и не говори шпански         | 5        |
| 63  | Женско становништво старо 3 године и више које говори аутохтони језик и не говори шпански језик  | 26       |
| 64  | Становништво старо 3 године и више које говори аутохтони језик и шпански                         | 6090     |
| 65  | Мушко становништво старо 3 године и више које говори аутохтони језик и шпански                   | 2989     |
| 66  | Женско становништво старо 3 године и више које говори аутохтони језик и шпански                  | 3101     |
| 67  | Становништво од 5 година и више које говори аутохтони језик                                      | 6812     |
| 68  | Становништво од 5 година и више које говори аутохтони језик и не говори шпански језик            | 31       |
| 69  | Становништво од 5 година и више које говори аутохтони језик и говори шпански језик               | 6075     |
| 70  | Становништво у домородачким домаћинствима                                                        | 18139    |
| 71  | Становништво са ограничењима у активностима                                                      | 11808    |
| 72  | Становништво са ограниченим ходањем или кретањем, горе или доле                                  | 5926     |
| 73  | Становници са ограничењима вида, чак и уз кориштење сочива                                       | 3661     |
| 74  | Становништво са ограничењима говора, комуникације или конверзације                               | 1157     |
| 75  | Становништво са ограниченим слухом                                                               | 1301     |
| 76  | Становништво са ограничењима при одевању, купању или јелу                                        | 671      |
| 77  | Становништво са ограничењима у опажању или учењу једноставних ствари                             | 670      |
| 78  | Становништво са менталним ограничењима                                                           | 1109     |
| 79  | Становништво без ограничења активности                                                           | 350198   |
| 80  | Становништво од 3 до 5 година које не похађа школу                                               | 11629    |
| 81  | Мушко становништво од 3 до 5 година које не похађа школу                                         | 5826     |
| 82  | Женско становништво од 3 до 5 година које не похађа школу                                        | 5803     |
| 83  | Становништво од 6 до 11 година које не похађа школу                                              | 1008     |
| 84  | Мушко становништво од 6 до 11 година које не похађа школу                                        | 543      |
| 85  | Женско становништво од 6 до 11 година које не похађа школу                                       | 465      |
| 86  | Становништво од 12 до 14 година које не похађа школу                                             | 1312     |
| 87  | Мушко становништво од 12 до 14 година које не похађа школу                                       | 767      |
| 88  | Женско становништво од 12 до 14 година које не похађа школу                                      | 545      |
| 89  | Становништво од 15 до 17 година похађа школу                                                     | 14147    |
| 90  | Мушко становништво од 15 до 17 година похађа школу                                               | 6931     |
| 91  | Женско становништво између 15 и 17 година живота у школи                                         | 7216     |
| 92  | Становништво од 18 до 24 године похађа школу                                                     | 11578    |
| 93  | Мушко становништво од 18 до 24 године похађа школу                                               | 5762     |
| 94  | Женско становништво од 18 до 24 године похађа школу                                              | 5816     |
| 95  | Становништво од 8 до 14 година које не може да чита и пише                                       | 749      |
| 96  | Мушко становништво старосног доба од 8 до 14 година које не може да чита и пише                  | 417      |
| 97  | Женско становништво старосног доби од 8 до 14 година које не може да чита и пише                 | 332      |
| 98  | Становништво од 15 година и више које је неписмено                                               | 10489    |
| 99  | Мушко становништво од 15 година и више које је неписмено                                         | 3494     |
| 100 | Женско становништво од 15 година и више које је неписмено                                        | 6995     |
| 101 | Становништво старо 15 и више година без школовања                                                | 12902    |
| 102 | Мушко становништво старо 15 и више година без школовања                                          | 4768     |
| 103 | Женско становништво старо 15 и више година без школовања                                         | 8134     |
| 104 | Становништво старосног доба 15 и више година са непотпуним основним образовањем                  | 22491    |
| 105 | Мушко становништво старосног доба од 15 година и више са непотпуном основним образовањем         | 9680     |
| 106 | Женско становништво старосног доба 15 и више година са непотпуном основним образовањем           | 12811    |
| 107 | Становништво старо 15 и више година са комплетним основним образовањем                           | 47322    |
| 108 | Мушко становништво старо 15 година и више са комплетним основним образовањем                     | 21845    |
| 109 | Женско становништво старо 15 и више година са комплетним основним образовањем                    | 25477    |
| 110 | Становништво старосног доба 15 и више година са непотпуним средњим образовањем                   | 13207    |
| 111 | Мушко становништво старосног доба од 15 година и више са непотпуним средњим образовањем          | 7582     |
| 112 | Женско становништво старосног доба од 15 година и више са непотпуним средњим образовањем         | 5625     |
| 113 | Становништво старо 15 и више година са пуним секундарном образовањем                             | 72153    |
| 114 | Мушко становништво старосног доба од 15 година и више са пуним секундарном образовањем           | 37379    |
| 115 | Женско становништво старосног доба од 15 година и више са пуним секундарном образовањем          | 34774    |
| 116 | Становништво старије од 18 година са постосновним образовањем                                    | 78845    |
| 117 | Мушко становништво старије од 18 година са постосновним образовањем                              | 38796    |
| 118 | Женско становништво старије од 18 година са постосновним образовањем                             | 40049    |
| 119 | Просечна оцена школовања                                                                         | 8.7      |
| 120 | Просечан ниво образовања мушке популације                                                        | 8.89     |
| 121 | Просечан ниво образовања женског становништва                                                    | 8.51     |
| 122 | Економски активно становништво                                                                   | 149058   |
| 123 | Економски активна мушка популација                                                               | 100392   |
| 124 | Економски активна женска популација                                                              | 48666    |
| 125 | Становништво које није економски активно                                                         | 126840   |
| 126 | Мушко становништво које није економски активно                                                   | 33608    |
| 127 | Женско становништво које није економски активно                                                  | 93232    |
| 128 | Запослено становништво                                                                           | 140650   |
| 129 | Запослено мушко становништво                                                                     | 93607    |
| 130 | Запослено женско становништво                                                                    | 47043    |
| 131 | Незапослена популација                                                                           | 8408     |
| 132 | Незапослена мушка популација                                                                     | 6785     |
| 133 | Незапослена женска популација                                                                    | 1623     |
| 134 | Становништво без права на здравствене услуге                                                     | 158342   |
| 135 | Становништво које има право на здравствене услуге                                                | 204368   |
| 136 | Становништво које има право на ИМСС                                                              | 146842   |
| 137 | Становништво које има право на социјално осигурање                                               | 10550    |
| 138 | Становништво које има право на државно социјално осигурање                                       | 5809     |
| 139 | Становништво које има право на опште осигурање или здравствено осигурање за нову генерацију      | 29914    |
| 140 | Становништво које је било једном или није било у браку током 12 година и више                    | 92145    |
| 141 | Венчано или уједињено становништво од 12 година и више                                           | 159360   |
| 142 | Становништво које је било у браку или уједињено 12 година и више                                 | 24761    |
| 143 | Становништво са католичком религијом                                                             | 324851   |
| 144 | Протестанти, еванђелисти и библијски следбеници различити од еванђелиста                         | 22605    |
| 145 | Становништво са другим религијама различитим од претходних                                       | 250      |
| 146 | Становништво без религије                                                                        | 10941    |
| 147 | Укупно пописаних домаћинства                                                                     | 90307    |
| 148 | Пописна домаћинства на челу са мушкарцима                                                        | 70421    |
| 149 | Пописна домаћинства на челу са женама                                                            | 19886    |
| 150 | Становништво у пописним домаћинствима                                                            | 363430   |
| 151 | Становништво у пописним домаћинствима на челу са мушкарцима                                      | 293970   |
| 152 | Становништво у пописним домаћинствима на челу са женама                                          | 69460    |
| 153 | Укупно домаћинстава                                                                              | 107540   |
| 154 | Укупно насељених домаћинстава                                                                    | 91357    |
| 155 | Укупно приватних кућа                                                                            | 106490   |
| 156 | Насељени приватни домови                                                                         | 90307    |
| 157 | Укупно насељених приватних кућа                                                                  | 91355    |
| 158 | Ненасељене приватне куће                                                                         | 12068    |
| 159 | Појединачна домаћинства за привремену употребу                                                   | 4115     |
| 160 | Становници у насељеним приватним кућама                                                          | 363430   |
| 161 | Насељеност станара у приватним становима                                                         | 4.02     |
| 162 | Просечно становника по соби у приватним насељеним домаћинствима                                  | 1.07     |
| 163 | Појединачна домаћинства са подовима од различитих материјала од земље                            | 86994    |
| 164 | Појединачна домаћинства у приземљу                                                               | 3056     |
| 165 | Појединачна домаћинства са једном спаваћом собом                                                 | 32218    |
| 166 | Појединачна домаћинства са две спаваће собе и више                                               | 57853    |
| 167 | Појединачна домаћинства са једним собом                                                          | 6369     |
| 168 | Појединачна домаћинства са две собе                                                              | 16542    |
| 169 | Појединачна домаћинства са 3 собе и више                                                         | 67063    |
| 170 | Појединачна домаћинства која имају електрично светло                                             | 89543    |
| 171 | Појединачна домаћинства која немају електрично светло                                            | 576      |
| 172 | Појединачна домаћинства која имају водоводну воду у стамбеном простору                           | 82778    |
| 173 | Појединачна домаћинства која немају водоводну воду у стамбеном простору                          | 7257     |
| 174 | Појединачна домаћинства која имају тоалет                                                        | 87839    |
| 175 | Појединачна домаћинства која имају канализацију                                                  | 87729    |
| 176 | Појединачна домаћинства која немају канализацију                                                 | 2235     |
| 177 | Појединачна домаћинства која имају електрично светло, довод воде из јавне мреже и канализацију   | 81080    |
| 178 | Појединачна домаћинства без икаквих услова                                                       | 588      |
| 179 | Појединачна домаћинства која имају радио                                                         | 81131    |
| 180 | Појединачна домаћинства која имају телевизор                                                     | 87883    |
| 181 | Појединачна домаћинства која имају фрижидер                                                      | 74085    |
| 182 | Појединачна домаћинства која имају машину за веш                                                 | 61420    |
| 183 | Појединачна домаћинства која имају аутомобил или комби                                           | 33202    |
| 184 | Појединачна домаћинства која имају рачунар                                                       | 26072    |
| 185 | Појединачна домаћинства која имају фиксну телефонску линију                                      | 50284    |
| 186 | Појединачна домаћинства која имају мобилни телефон                                               | 60282    |
| 187 | Појединачна домаћинства која имају приступ интернету                                             | 16700    |